# Carnac

Carnac este o comună în departamentul Morbihan, Franța. În 1 ianuarie 2022 avea o populație de 4.215 de locuitori.